# Sarah Osborne
Sarah Osborne, död 1692, var en av de åtalade i den berömda häxprocessen i Salem. 
Hon hade ställt till skandal i kolonin genom att gifta om sig med Alexander Osborne, som tidigare hade varit straffånge och livegen tjänare hos hennes första, förmögna make: hon hade dessutom inte överlåtit sin döda makes gård till sina barn, utan övertagit den själv med sin nya man. Hon var därför indragen i långdragna rättstvister. 
Häxprocessen i Salem utbröt sedan ett antal flickor, Betty Parris, Abigail Williams, Ann Putnam, Mercy Lewis, Mary Walcott, och Elizabeth Hubbard hade plågats av anfall. Parris och Williams anklagade sedan tre kvinnor: Tituba, Sarah Good och Sarah Osborne, för att ha förtrollat dem. Dessa tre var den första personer som greps och anklagades. 
Hon nekade till alla anklagelser, och varken vittnade mot eller anklagade någon annan person. 
Hon avled i fängelset.